# Bataille de Pinos Altos
Guerre de Sécession
Guerres apaches
Batailles
Combats dans l'Arizona confédéré
- Mesilla (1re)
- Tubac
- Cooke's Canyon
- Florida Mountains
- Gallinas Mountains
- Placito
- Pinos Altos
- Canada Alamosa
- Valverde
- Stanwix Station
- Picacho Pass
- Dragoon Springs (1re)
- Dragoon Springs (2e)
- Tucson
- Mesilla (2e)
- Apache Pass
- La Paz

- Point of Rocks (en)
- Wagon Mound (en)
- Combat de Bell (en)
- Cieneguilla (en)
- Ojo Caliente Canyon (en)

- Diablo Mountains (en)
- Expédition d'Antelope Hills (en)
- Little Robe Creek (en)
- 1re Adobe Walls

- Cooke's Spring (en)
- Expédition de Bonneville (en)
- Madera Canyon (en)
- Mimbres River (en)
- Affaire Bascom
- Tubac
- Cooke's Canyon
- Florida Mountains
- Gallinas Mountains
- Placito
- Pinos Altos
- 1re Dragoon Springs
- 2e Dragoon Springs
- Apache Pass
- Big Bug
- Mowry (en)
- Mount Gray
- Doubtful Canyon
- Fort Buchanan

- Pipe Spring

- Camp Grant
- Wickenburg
- Burro Canyon
- Tonto Basin
- Salt River Canyon
- Turret Peak (en)
- Sunset Pass (en)

- Yellow House Canyon (en)

- Ojo Caliente
- Las Animas Canyon
- Hembrillo Basin (en)
- Alma (en)
- Fort Tularosa (en)
- Carrizo Canyon (en)

- Cibecue Creek
- Fort Apache (en)
- McMillenville (en)
- Big Dry Wash
- Lordsburg Road
- Devil's Creek (en)
- Little Dry Creek (en)
- Nacori Chico
- Bear Valley (en)
- Pinito Mountains

- Kelvin Grade (en)
- Cherry Creek (en)
- Guadalupe Canyon (en)

La bataille de Pinos Altos est une action militaire des guerres apaches. Elle s'est déroulée le 27 septembre 1861 entre des colons de la ville minière de Pinos Altos (en), les gardes de l'Arizona confédéré, et des guerriers apaches. La ville est située à environ onze kilomètres au nord de l'actuel Silver City, Nouveau-Mexique.

## Contexte
Le conflit entre les confédérés et les Apaches est à son apogée en septembre 1861. Depuis la découverte de l'or à proximité des montagnes de Pinos Altos (ceb) en 1860, des milliers de colons blancs affluent dans la région. Cela rend fous furieux les chefs apaches Mangas Coloradas et après l'affaire Bascom, Cochise, qui, en 1861, a formé une alliance avec les uns et les autres, et se jure de détruire tous les américains et les mexicains qui empiètent sur leurs terres.
Les Apaches attaquent plusieurs villages, tuant de nombreux colons. Pinos Altos, une des principales villes minières de la région, forme deux compagnies de milice pour faire un service de garnison. La première compagnie sous les ordres du capitaine Thomas J. Mastin (en) s'appelle elle-même les « gardes de l'Arizona », l'autre sous les ordres du capitaine William Markt, s'appelle elle-même les « Minute Men ». Le fondateur de Phoenix, Jack Swilling est premier lieutenant dans les gardes de l'Arizona, il est soupçonné d'avoir combattu lors des combats de Pinos Altos. L'un des soldats de la compagnie engagée est James Henry Tevis (en). La plupart des gardes de l'Arizona sont des colons et des mineurs des alentours de Pinos Altos et de la vallée de la rivière Mimbres (en) ou d'autres parties du sud du territoire du Nouveau-Mexique qui les ont rejoints pour protéger leurs vies et leurs biens face à l'escalade du conflit avec les Mimbreños.
Lorsque le territoire provisoire de l'Arizona est annexé à la Confédération après l'occupation de Mesilla par le lieutenant colonel John Baylor (en) en juillet 1861, les compagnies de la milice sont insérées dans l'armée confédérée. Malheureusement pour la cause rebelle, la moitié des hommes des « Minute Men » déserte, juste après leur initiation, les autres sont mal équipés. Cela signifie que les gardes de l'Arizona doivent assurer la plupart de la protection des mineurs de Pinos Altos.

## Bataille
La force combinée de Mangas Coloradas et de Cochise se monte à de plus de 300 guerriers quand ils tournent leur attention vers Pinos Altos, tôt le matin du 27 septembre 1861. Les Apaches espèrent obtenir une autre victoire comme ils ont eu à Tubac et ont tenté à Placito. Les indigènes attaquent simultanément les alentours du camp minier et la ville elle-même.
L'assaut surprend totalement la population de la ville. De nombreux mineurs, dans leur camp, sont piégés à l'intérieur de leur mine et sont tués par la suite. Certains survivants restent terrés, trop effrayés pour s'aventurer dehors, ce qui contribue en rien à la défense de la ville. Deux forces des gardes de l'Arizona sont en patrouille quand les Apaches attaquent ; Mastin en commande une tandis que l'autre patrouille ailleurs. Les forces apaches tentent d'abord de brûler plusieurs chalets qui courent le long du périmètre de l'implantation : cela échoue, et les indigènes sont repoussés.
Heureusement pour les mineurs, l'escouade de Mastin, forte de quinze hommes, arrive à la ville, peu de temps après le début des hostilités, tandis que l'autre groupe est encore en patrouille. Mastin ordonne à ses hommes, le reste des Minute Men, et aux défenseurs civils de la ville de prendre des positions défensives dans le centre de la colonie. Pendant un moment, les deux parties combattent à moyenne ou à longue portée jusqu'à ce que les Apaches lancent un assaut à environ midi, conduisant à un combat au corps à corps. Alors que la bataille est à son apogée autour de 12 h 30, le capitaine Mastin se rend compte que quelque chose doit être fait pour aider les miliciens submergés. Il ordonne donc que le vieux canon, qui est exposé en face du célèbre magasin Sam et Roy Bean, soit chargé avec des clous rouillés et de la chevrotine ; il n'y a pas de boulets de canon, le canon étant uniquement utilisé pour le spectacle. Le canon est acheminé dans les positions défensives et le feu est ouvert sur la vague des guerriers apaches qui arrivent, et beaucoup tombent, morts ou blessés. Les Apaches décident de cesser leurs efforts et commencent à se retirer. Les gardes de l'Arizona montent en selle et donnent la chasse, et les civils tirent avec leurs fusils à partir des fenêtres de leurs maisons. L'engagement se termine vers 13 heures, et les Apaches fuient vers la rivière Gila ou au Mexique.

## Conséquences

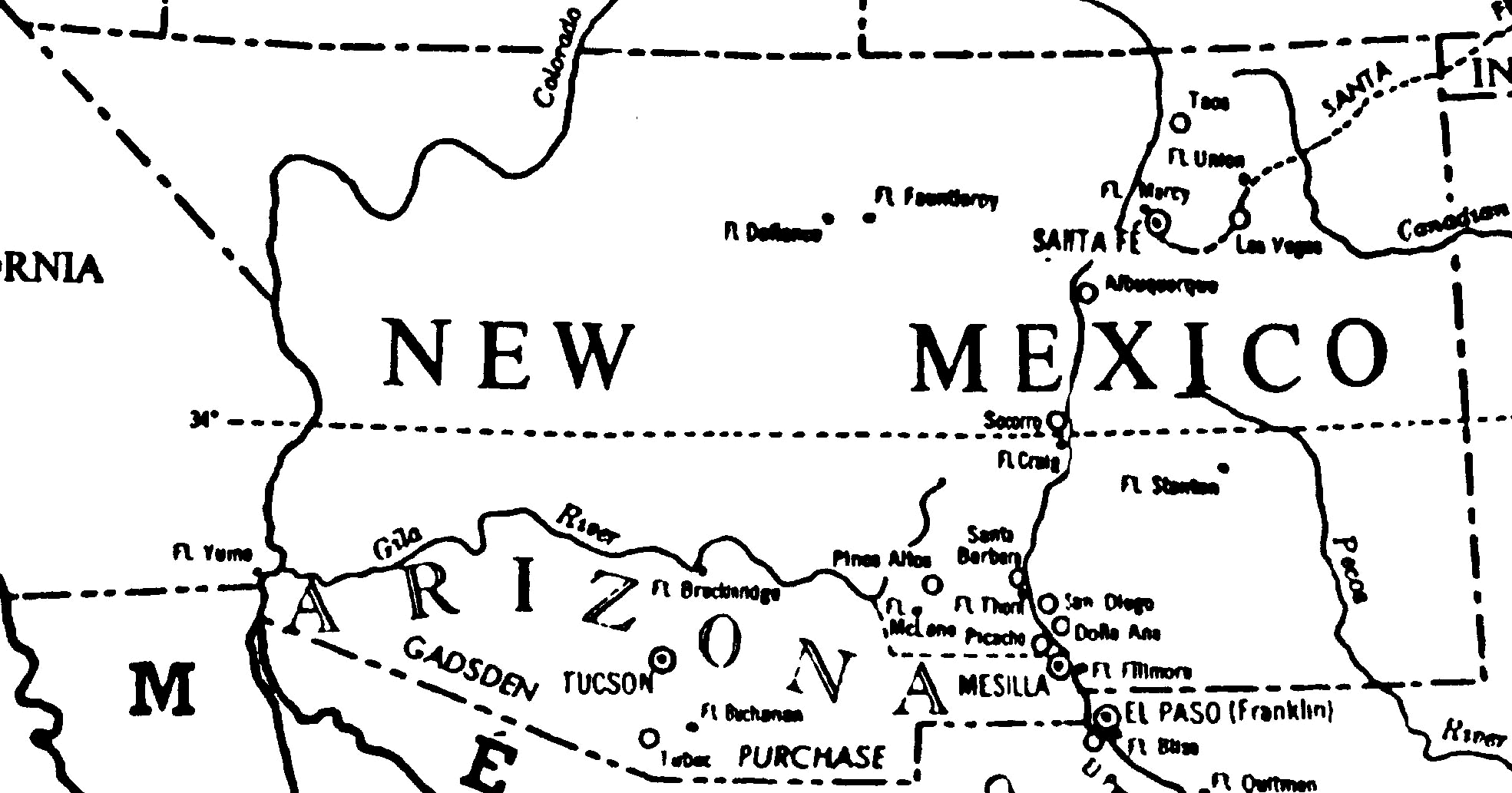
Carte des limites traditionnelles de l'Arizona et plus tard de l'Arizona confédéré au sud du.

Dans la dernière demi-heure de la bataille, le capitaine Thomas Mastin réussit à transformer une défaite presque certaine en victoire avec son seul ordre de mettre en œuvre le vieux canon. Au moins dix Apaches sont tués et laissés sur le champ de bataille après la retraite des indigènes. Plus de vingt morts et blessés sont récupérés et emmenés par les Apaches, selon les comptes confédérés. Le capitaine Mastin est mortellement blessé, au moment où il mène la charge de cavalerie qui décide de la bataille ; il meurt quelques jours plus tard, à Pinos Altos. D'autres récits disent que Mastin a été tué par une balle apache, avant que le canon ne soit utilisé. Cinq confédérés sont tués, y compris Mastin, sept autres colons ou miliciens sont grièvement blessés. Le commandement des gardes de l'Arizona échoit alors au lieutenant Thomas Helm.
Les tactiques apaches changent à ce point, à l'exception de l'engagement d'Apache Pass, les Apaches cessent de se masser en grand nombre et poursuivent leur objectif par le biais de la guérilla. Ils arrêtent d'attaquer des implantations bien défendues ou des implantations avec de nombreuses troupes confédérées. Au lieu de cela, ils continuent d'attaquer les camps miniers et les petites communautés isolées. Le capitaine Peter Hardeman des 2d Texas Mounted Rifles avec vingt-cinq hommes sont près de Pinos Altos immédiatement après la retraite des Apaches. La troupe d'Hardeman croise le chemin des Apaches et les poursuit pendant des jours, sur tout le chemin jusqu'à la rivière Gila avant de revenir en arrière en raison de l'épuisement de leurs rations. Les forces confédérées chassent les Apaches vers le Mexique plusieurs fois en 1861 et 1862. Les gardes de l'Arizona pénètrent dans le Chihuahua aussi loin que le lac Guzman, sans jamais attraper les indigènes qui restent insaisissables.
Comme pour Pinos Altos, la plupart des colons terminent leur séjour au camp. Malgré leur victoire, beaucoup de gens ont peur d'une nouvelle attaque des Chiricahuas. Le 8 octobre 1861, le gouverneur de Baylor reçoit un message de détresse des mineurs de la mine de Pinos Altos, aboutissant à l'envoi de 100 hommes pour renforcer l'Arizona Gardes, la plus grande force confédérée jamais envoyée pour soulager une ville menacée par les indigènes. Les Apaches ne renouvelleront jamais leur attaque, de sorte que le renfort de la compagnie est retiré. Environ soixante-dix mineurs, uniquement, restent dans Pinos Altos après la bataille, les gardes de l'Arizona poursuivent leur service de garnison.